# Partito Democratico Meridionale
Il Partito Democratico Meridionale (PDM) era una formazione politica nata il 16 marzo 2006 e ispirata da Agazio Loiero, presidente della Regione Calabria, in polemica con i vertici nazionali della Margherita in seguito alle scelte operate dal partito in occasione delle elezioni politiche del 2006. Il PDM è confluito, nel 2007, nel Partito Democratico.

## Storia

### Loiero, Presidente della Regione
Agazio Loiero è uno dei dirigenti di primo piano, a livello nazionale, della Margherita, quando il 28 novembre 2004 riceve l'investitura di candidato alla presidenza della Regione Calabria, conquistando il consenso dell'80% dell'assemblea dei grandi elettori del centrosinistra riunita a Lamezia Terme. Con le elezioni regionali del 2005, sotto le insegne dell'Unione, viene eletto presidente con oltre il 60% dei voti, prevalendo sul candidato del centrodestra e già sindaco di Catanzaro, Sergio Abramo.
A distanza di un anno, e alla vigilia delle successive elezioni politiche del 2006, decide di autosospendersi dalla Margherita per una serie di incomprensioni interne e accusando una scarsa rappresentatività a livello nazionale nella formazione delle liste: così, annuncia di voler sostenere una formazione politica alternativa, supportato dal sostegno di alcuni consiglieri e assessori regionali e da rappresentanti territoriali della Margherita calabrese. A marzo 2006, proprio in seguito a questa decisione, Loiero e i suoi fedelissimi vengono espulsi dalla Margherita (ovvero la loro militanza nel partito viene considerata "cessata").

### Il PDM e il debutto elettorale
L'atto di nascita del Partito Democratico Meridionale si celebra il 16 marzo 2006: come primo atto, viene costituito il gruppo del PDM in Consiglio Regionale, del quale entrano a far parte il presidente Loiero e altri due consiglieri ex Margherita.
Il PDM, a quel punto, sigla un accordo con la Lista Consumatori, schierando propri candidati per le elezioni politiche: i risultati vanno al di là delle aspettative e il nuovo soggetto politico supera il 5% dei consensi in Calabria (58 000 voti alla Camera, 52 000 al Senato) riuscendo ad eleggere un suo rappresentante a Palazzo Madama, ossia Pietro Fuda, ex presidente della Provincia di Reggio Calabria, proveniente dal centrodestra.
La posizione ufficiale del partito è di porsi, sempre all'interno del centrosinistra e nell'ambito della leadership di Romano Prodi, in una condizione di attesa verso la nascita del "Partito Democratico", già designato come prosecuzione dell'esperienza politica dell'Ulivo come sintesi delle culture riformiste, socialdemocratiche e cattoliche italiane.
Il partito, nel frattempo, continua a raccogliere le adesioni di esponenti politici che guardano alla futura costituzione del Partito Democratico e che non si sentono particolarmente rappresentati dalle formazioni esistenti del centrosinistra: il suo radicamento nel territorio regionale è confermato dalle elezioni amministrative di maggio 2006. La roccaforte del PDM è a Catanzaro, dove diventa il primo partito con il 13,7% dei consensi; a Crotone conquista il 6,5% e a Cosenza il 4,2%.

### Nuovi equilibri politici:Loiero biseter
La decisione del presidente della Regione di fondare un nuovo partito sconvolge, com'era prevedibile, gli equilibri politici del centrosinistra calabrese e, durante la pausa estiva del 2006, in Giunta regionale i partiti chiedono un rimpasto. A spingere è innanzi tutto la Margherita che, in pratica, era rimasta senza rappresentanti nell'esecutivo (in quanto anche l'unico assessore DL, Mario Pirillo, aveva aderito al partito di Loiero), ritenendo pertanto indispensabile una rimodulazione della Giunta.
Nell'organo esecutivo, infatti, si era creata una preponderanza di esponenti loierani, anche alla luce del fatto che l'assessore Beniamino Donnici, originariamente esponente dell'Italia dei Valori, aveva lasciato il partito di Di Pietro e, con il suo movimento denominato "PartecipAzione", aveva aderito al progetto del PDM schierandosi nell'alveo del futuro Partito Democratico di Romano Prodi.
Il rimpasto viene portato a compimento a settembre del 2006, quando nasce il governo regionale Loiero-bis: a farne le spese è lo stesso Donnici (che più tardi rientrerà nell'Italia dei Valori); al suo posto - anche a seguito di un ricambio di deleghe - viene inserito un esponente della Margherita.
L'equilibrio è destinato a durare pochissimo: i DS e la Margherita, in aperta polemica con Loiero e il suo PDM, aprono una nuova "crisi" in merito alla gestione dei fondi strutturali stanziati dall'Unione europea per il periodo 2007-2013. Gli assessori DS e DL si dimettono dai loro incarichi il 28 novembre 2006, criticando la scelta di istituire un dirigente regionale di nomina del presidente alla gestione dei fondi comunitari. La crisi rientra il 22 dicembre, a seguito dell'istituzione di un'apposita delega assessorile (all'Ulivo) sui fondi in questione. Nasce, così, il Loiero-ter, che ricalca praticamente la Giunta precedente ad eccezione di un componente.

### Il "Partito Democratico"
Il PDM si era proposto, sin dall'inizio della propria attività, l'obiettivo di partecipare autonomamente alla nascita del Partito Democratico. A maggio 2007 Agazio Loiero entra tra i 45 componenti del comitato promotore del PD e schiera il suo PDM in sostegno della candidatura a segretario nazionale di Rosy Bindi, creando una rete in Calabria che propone, in un primo momento, la candidatura a segretario regionale di Marilina Intrieri (deputata dei DS), poi ritirata in favore della candidatura unica di Marco Minniti.
La candidatura di Rosy Bindi in Calabria, sostenuta dall'intero PDM, ottiene la percentuale più alta d'Italia con 64.019 voti (30,7%) con 32 seggi nell'assemblea nazionale. Il risultato maggiore viene raggiunto nel collegio di Catanzaro, dov'è candidato come capolista lo stesso Loiero, che ottiene il 48,1% contro il 47,2% delle liste collegate a Walter Veltroni. Con la nascita del PD cala il sipario sull'esperienza politica regionale del PDM.
L'unico senatore facente riferimento al PDM (Pietro Fuda) tuttavia non viene ripresentato nelle liste del PD per le elezioni politiche del 2008.
Alle elezioni europee del 2009 nella lista del Partito Democratico viene candidato come esponente proveniente dal PDM Mario Pirillo che viene eletto al Parlamento europeo con un numero consistente di preferenze.

## Risultati elettorali
| Elezione       | Elezione | Voti   | %    | Seggi   |
| -------------- | -------- | ------ | ---- | ------- |
| Politiche 2006 | Camera   | 73.720 | 0,19 | 0 / 630 |
| Politiche 2006 | Senato   | 72.139 | 0,21 | 1 / 315 |